# Чигирь (Кемеровская область)
Чиги́рь — деревня в Беловском районе Кемеровской области. Входит в состав Пермяковского сельского поселения.

## География
Центральная часть населённого пункта расположена на высоте 235 м над уровнем моря.

## Население
| 2010 |
| ---- |
| 1    |

### Половой состав
По данным Всероссийской переписи населения 2010 года, в деревне Чигирь проживал 1 мужчина.